# Duca di Salaparuta
Il Gruppo Duca di Salaparuta include tre aziende vinicole siciliane differenti: i vini Duca di Salaparuta, i vini Corvo e i vini Florio e fa capo a Illva Saronno.
L'offerta di prodotti include vini da pasto, vini da dessert e vini da meditazione.

## Storia
L'azienda fu fondata nel 1824 da Giuseppe Alliata, Principe di Villafranca, principe del Sacro Romano Impero, Grande di Spagna e Duca di Salaparuta che avviò la produzione di vino nei suoi possedimenti a Casteldaccia. Nacquero Corvo Bianco e Corvo Rosso.
Tra i personaggi più rilevanti per l'azienda spicca la figura di Enrico Alliata che avviò un processo di diversificazione della produzione, con l'aggiunta di nuovi prodotti ed etichette.
Enrico Alliata era noto per essere un sostenitore del crudismo e scrisse un volume diventato poi un punto di riferimento per i crudisti vegetariani: Cucina Vegetariana e Crudismo vegetale.
Nel 2001 l'azienda viene acquistata da ILLVA di Saronno.